# Gran Premio de Suecia de Motociclismo de 1959
El Gran Premio de Suecia de Motociclismo de 1959 fue la sexta prueba de la temporada 1959 del Campeonato Mundial de Motociclismo. El Gran Premio se disputó el 25 y 26 de julio de 1959 en Kristianstad.

## Resultados 350cc
John Surtees ganó su cuarta carrera consecutiva de 350cc. Su compañero de equipo John Hartle se quedó tan solo nueve segundos atrás, pero las diferencias con los pilotos Norton y AJS fueron enormes. El tercer hombre Bob Brown fue de dos minutos de retraso. Surtees, que ya era campeón mundial de 500cc, ahora también se aseguraba el título mundial de 350cc.
| Pos.     | Piloto               | Moto      | Tiempo/Retirado | Puntos |
| -------- | -------------------- | --------- | --------------- | ------ |
| 1        | John Surtees         | MV Agusta | 1h 19' 23" 5    | 8      |
| 2        | John Hartle          | MV Agusta | +8" 8           | 6      |
| 3        | Bob Brown            | Norton    | +2' 02" 9       | 4      |
| 4        | Dickie Dale          | AJS       | +2' 03" 6       | 3      |
| 5        | Mike Hailwood        | AJS       | +2' 14" 3       | 2      |
| 6        | Jim Redman           | Norton    | +1 Vuelta       | 1      |
| 7        | Ladi Richter         | AJS       | + 2 Vueltas     |        |
| 8        | Agne Carlsson        | Norton    | + 2 Vueltas     |        |
| 9        | Bror-Erland Carlsson | AJS       |                 |        |
| 10       | Paul Dromberg        | Norton    |                 |        |
| 11       | Toni Schmitz         | Norton    |                 |        |
| 12       | Evert Carlsson       | AJS       |                 |        |
| Ret      | Gary Hocking         | Norton    | Ret             |        |
| Ret      | Ken Kavanagh         | Norton    | Ret             |        |
| Sources: |                      |           |                 |        |

## Resultados 250cc
En el cuarto de litro, Gary Hocking luchó por el liderato con Tarquinio Provini pero este último se retiró y el rhodesiano obtuvo su primera victoria. Carlo Ubbiali terminó en segundo lugar, su liderazgo en la Copa del Mundo se amplió considerablemente. Geoff Duke obtuvo el primer podio con la Benelli 250 Bialbero.
| Pos. | Piloto            | Moto       | Tiempo/Retirado | Puntos |
| ---- | ----------------- | ---------- | --------------- | ------ |
| 1    | Gary Hocking      | MZ         | 56' 28" 4       | 8      |
| 2    | Carlo Ubbiali     | MV Agusta  | +55" 9          | 6      |
| 3    | Geoff Duke        | Benelli    | +1' 48"         | 4      |
| 4    | Ernst Degner      | MZ         | +2' 03" 1       | 3      |
| 5    | Mike Hailwood     | FB Mondial | +2' 54"         | 2      |
| 6    | Dickie Dale       | Benelli    | +1 Vuelta       | 1      |
| 7    | Siegfried Lohmann | Adler      | +2 Vueltas      |        |
| 8    | Arthur Wheeler    | Moto Guzzi | +2 Vueltas      |        |
| 9    | Günter Beer       | Adler      | +2 Vueltas      |        |
| Ret  | Tarquinio Provini | MV Agusta  | Ret             |        |
| Ret  | Silvio Grassetti  | Benelli    | Ret             |        |
| Ret  | Luigi Taveri      | MZ         | Ret             |        |

## Resultados 125cc
| Pos. | Piloto               | Moto      | Tiempo/Retirado | Puntos |
| ---- | -------------------- | --------- | --------------- | ------ |
| 1    | Tarquinio Provini    | MV Agusta | 47' 16" 7       | 8      |
| 2    | Carlo Ubbiali        | MV Agusta | +0" 3           | 6      |
| 3    | Werner Musiol        | MZ        | +49" 5          | 4      |
| 4    | Mike Hailwood        | Ducati    | +1' 22" 5       | 3      |
| 5    | Ken Kavanagh         | Ducati    | +1 Vuelta       | 2      |
| 6    | Ulf Svensson         | Ducati    | +1 Vuelta       | 1      |
| 7    | Jan-Erik Aekerstroem | NSU       | +1 Vuelta       |        |
| 8    | Casper Swart         | Ducati    | +1 Vuelta       |        |
| 9    | Bengt Nicklasson     | Ducati    | +2 Vueltas      |        |
| 10   | Arthur Wheeler       | Ducati    | +2 Vueltas      |        |
| 11   | William Maddrick     | Ducati    | +2 Vueltas      |        |
| 12   | Silvert Eriksson     | Crescent  | +2 Vueltas      |        |
| Ret  | Gary Hocking         | MZ        | Ret             |        |
| Ret  | Ernst Degner         | MZ        | Ret             |        |
| Ret  | Luigi Taveri         | MZ        | Ret             |        |